# День Иерусалима

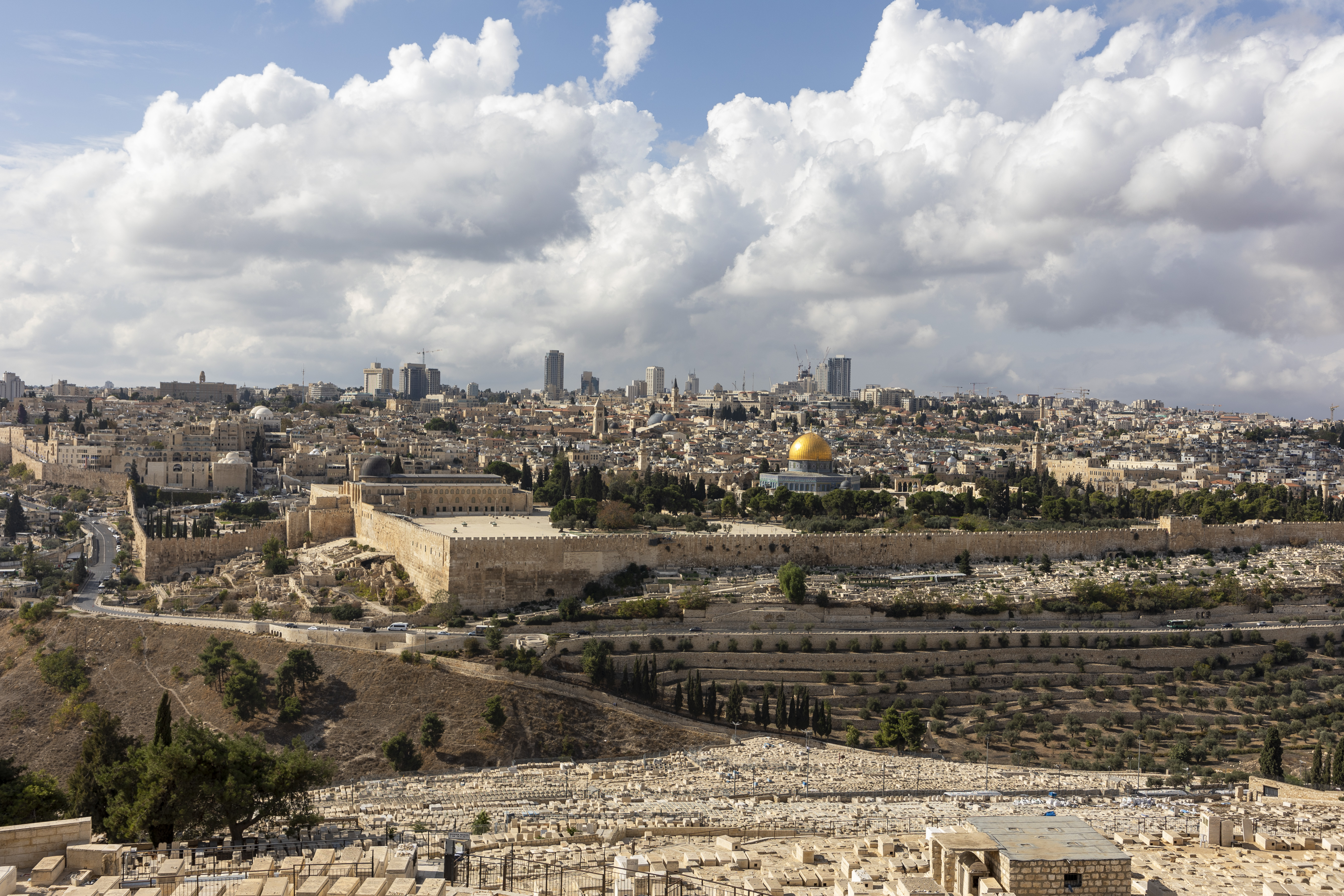
Панорама Иерусалима. Старый город. 2023

День Иерусалима (ивр. יום ירושלים‎, Йом-Йерушалаим) — празднуемый 28 ияра — провозглашён в честь перехода под контроль Израиля восточной части Иерусалима после Шестидневной войны (1967). В ходе битвы за Старый город евреям впервые за две тысячи лет удалось установить контроль над священными местами — Храмовой горой и Стеной плача. Этот день символизирует историческую связь еврейского народа с Иерусалимом.

## Предыстория
Генеральной Ассамблеей ООН резолюцией 181 (II) от 29 ноября 1947 года «Будущее правительство Палестины» о разделе Палестины на еврейское и арабское государства предусмотрела для Иерусалима специальный международный режим, который должен был обеспечиваться Организацией Объединённых Наций через Совет по Опеке. Однако осуществить эту резолюцию Генеральной Ассамблеи так и не удалось. Представители Еврейского агентства согласились с планом раздела, однако арабские государства и представитель Высшего арабского комитета отвергли его, заявив, что они не считают себя связанными этой резолюцией. Непреодолимые разногласия между сторонами в этом конфликте привели к тому, что после окончания британского мандата в 1948 году в Палестине началась полномасштабная Арабо-израильская война.
С самого начала Арабо-израильской войны обе стороны пытались взять Иерусалим под контроль. После окончания войны еврейское государство контролировало западную часть (Новый город) Иерусалима, а Иордания — восточную, включая Старый город. В соглашении о перемирии Иордания обязалась позволить евреям посещать свой сектор и молиться у Стены плача. Но это соглашение не соблюдалось, и в течение 19 лет иорданские власти запрещали евреям входить в Старый город.

## Статус Иерусалима
После победы Израиля в Шестидневной войне, во вторник, 27 июня 1967 года Кнессет принял три законопроекта, представленного правительством — утверждены поправки к законам о муниципалитетах (№ 6), 1967 г. и о процедуре власти и правосудии (№ 11),1967 г. Эти законы подводили юридическую базу под объединение Иерусалима и распространяли израильскую юрисдикцию на всю территорию объединённого города. В этот же день был утвержден законопроект об охране священных мест, 1967 г. После объединения Иерусалима его площадь увеличилась в 3 раза, а жители Восточного Иерусалима получили статус постоянных жителей, которые получили право голосовать на муниципальных выборах, но при этом не имея возможности участвовать в выборах в Кнессет.
В 1980 году, отмечая 13 лет после перехода под контроль Израиля восточной части Иерусалима, был принят Основной закон об Иерусалиме — столице Израиля, который провозгласил, что «Иерусалим, единый и неделимый, является столицей Израиля». Святые места подлежат охране; обеспечивается свобода доступа к святыням различных религий.
23 марта 1998 года Кнессет принял закон, согласно которому День Иерусалима был провозглашен национальным праздником.

## Праздничные мероприятия
- Церемонии в «Арсенальной горке» (Гиват-ха-Тахмошет), где происходило сражение между солдатами 66-го батальона 55-й парашютно-десантной бригады Израиля и Арабского легиона Иордании. Во время этого боя израильские десантники, понеся существенные потери, оттеснили иорданцев с укреплённых позиций.
- На горе Герцля происходит церемония, посвящённая памяти воинов, павших в ходе Шестидневной войны.
- «Марш Иерусалима» / Марш с флагами(«Рикуд дгалим») в центр города, когда по центральным улицам столицы Израиля, в направлении Старого города, с разных концов сходятся колонны представителей молодёжных движений страны — в основном представители религиозного сионизма и национально-религиозных движений, с песнями и плясками, с развевающимися государственными флагами Израиля входящие затем в ворота Старого Иерусалима, на пути к Стене плача, где проходит центральный праздничный митинг.
- По традиции в вечер праздника происходит ежегодное празднование Дня Иерусалима в ешиве «Мерказ ха-Рав», где собираются раввины, министры правительства, депутаты Кнессета, начальник Генштаба ЦАХАЛа, глава правительства, а также другие известные общественные деятели. После полуночи начинается шествие из ешивы к Стене Плача.
- В синагогах произносят праздничные молитвы, такие как молитва «Галель» и радостные псалмы.

## Даты празднования по григорианскому календарю
- 2023: 19 мая
- 2024: 5 июня
- 2025: 26 мая
- 2026: 15 мая
- 2027: 4 июня
- 2028: 24 мая